# World Series 1985
Le World Series 1985 sono state la 82ª edizione della serie di finale della Major League Baseball al meglio delle sette partite tra i campioni della National League (NL) 1985, i St. Louis Cardinals, e quelli della American League (AL), i Kansas City Royals. A vincere il loro primo titolo furono i Royals per quattro gare a tre.
La serie divenne nota come "Show-Me Series" o "I-70 Showdown Series" dal momento che entrambe le squadre fanno parte dello stato del Missouri e sono collegate dalla Interstate 70. MVP delle World Series fu il vincitore del Cy Young Award di quell'anno Bret Saberhagen, che lanciò due gare complete, incluso uno shutout nella decisiva gara 7. Per i Royals fu l'ultimo titolo conquistato fino al 2015.

## Sommario
Kansas City ha vinto la serie, 4-3.
| Gara | Data       | Risultato                                        | Stadio         | Tempo | Pubblico |
| ---- | ---------- | ------------------------------------------------ | -------------- | ----- | -------- |
| 1    | 19 ottobre | St. Louis Cardinals – 3, Kansas City Royals – 1  | Royals Stadium | 2:48  | 41.650   |
| 2    | 20 ottobre | St. Louis Cardinals – 4, Kansas City Royals – 2  | Royals Stadium | 2:44  | 41.656   |
| 3    | 22 ottobre | Kansas City Royals – 6, St. Louis Cardinals – 1  | Busch Stadium  | 2:59  | 53.634   |
| 4    | 23 ottobre | Kansas City Royals – 0, St. Louis Cardinals – 3  | Busch Stadium  | 2:19  | 53.634   |
| 5    | 24 ottobre | Kansas City Royals – 6, St. Louis Cardinals – 1  | Busch Stadium  | 2:52  | 53.634   |
| 6    | 26 ottobre | St. Louis Cardinals – 1, Kansas City Royals – 2  | Royals Stadium | 2:47  | 41.628   |
| 7    | 27 ottobre | St. Louis Cardinals – 0, Kansas City Royals – 11 | Royals Stadium | 2:46  | 41.658   |

## Hall of Famer coinvolti
- Royals: John Schuerholz (GM), George Brett
- Cardinals: Whitey Herzog (man.), Ozzie Smith